# Ciudad vieja de Lijiang
La Ciudad vieja de Lijiang (丽江; pinyin: Lìjiāng; literalmente “río bello”, en referencia al (Yangtsé) en la provincia de Yunnan, en China, en el centro de la región histórica de asentamiento de la minoría naxi. Es un barrio de la actual ciudad de Lijiang. Fue inscrita en 1997 en la lista del patrimonio mundial como “antigua ciudad situada en un paisaje espectacular”. 

## Historia
La historia de la ciudad de Lijiang se remonta al siglo XIII, bajo la dinastía del Song del Sur, cuando los antepasados de la familia reinante Mu se instalaron en la llamada Dayechang, que  se llamará desde entonces Dayan. La ciudad se convirtió rápidamente en un centro  administrativo, después en la sede de una prefectura en 1382 bajo la dinastía Ming. La política efectuada por la dinastía de los prefectos Mu (木), que la gobernarán hasta 1723, permitirá la ampliación y el embellecimiento constante de la ciudad.

## Estructura urbana

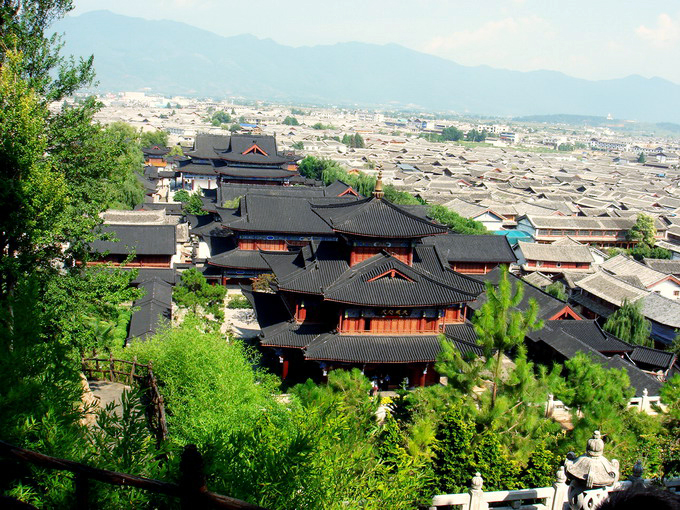
Vista general.

La ciudad vieja de Lijiang, construida en las pendientes del monte Shizi, mira hacia el sureste y se eleva en el valle del río Yangtsé (llamado localmente Jinsha), algunas decenas de kilómetros después de su salida de las gargantas del Salto del tigre. 
Contrariamente a otras antiguas ciudades chinas, la ciudad vieja no tiene una estructura urbana regular, ya que debió  integrarse en un medio ambiente natural que su situación a 2400 m de altitud entre las tres montañas que la cercan, los cursos de agua que la cruzan, y la importante actividad sísmica de la región, vuelven única. La ciudad nunca estuvo fortificada. Circula una historia a  este respecto: el carácter chino  Mu (木), nombre de la dinastía que reinó varios siglos sobre Lijiang, colocado en un marco que representarían las defensas, se convierte en el carácter  Kun , que tiene por significado época o situación difícil; los Mu no deseaban encontrarse “atrapados como ratas” en el interior de la ciudad, esta sería la razón por la que nunca se construyó ninguna defensa alrededor de Lijiang.
La ausencia de una estructura urbana regular no impide, sin embargo, a la ciudad poseer una gran armonía arquitectónica. En efecto, si las construcciones se concibieron para sacar el mejor partido de la naturaleza particular de cada terreno, el estilo sigue siendo sin embargo muy homogéneo, integrando a la vez las tradiciones arquitectónicas de los llanos centrales de China, de Bai y Tibetanos, y las innovaciones aportadas por las poblaciones locales Naxi, en particular, para protegerse del sol, del frío, de las inundaciones y de los terremotos.

## La red de los canales

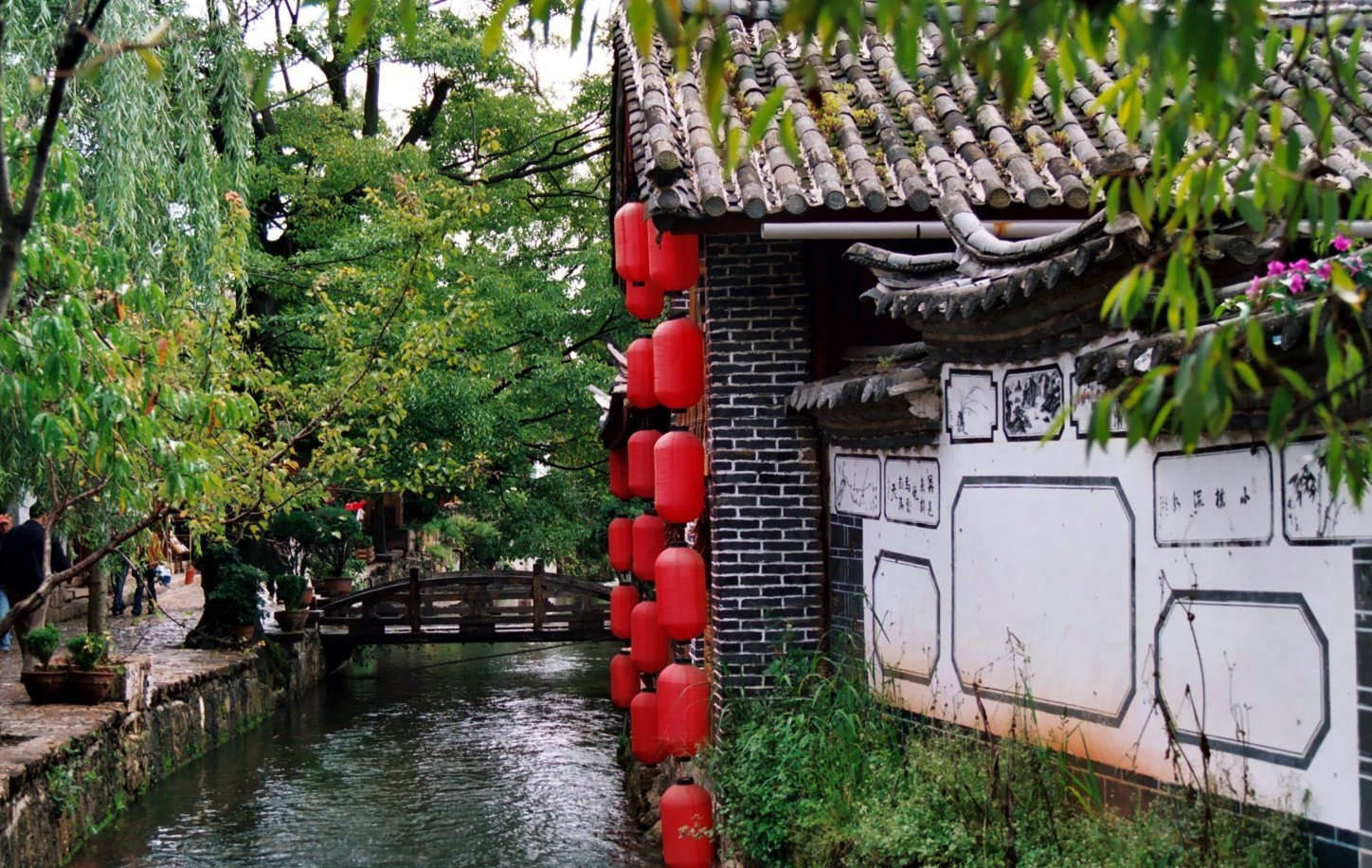
Canal en la ciudad vieja de Lijiang.

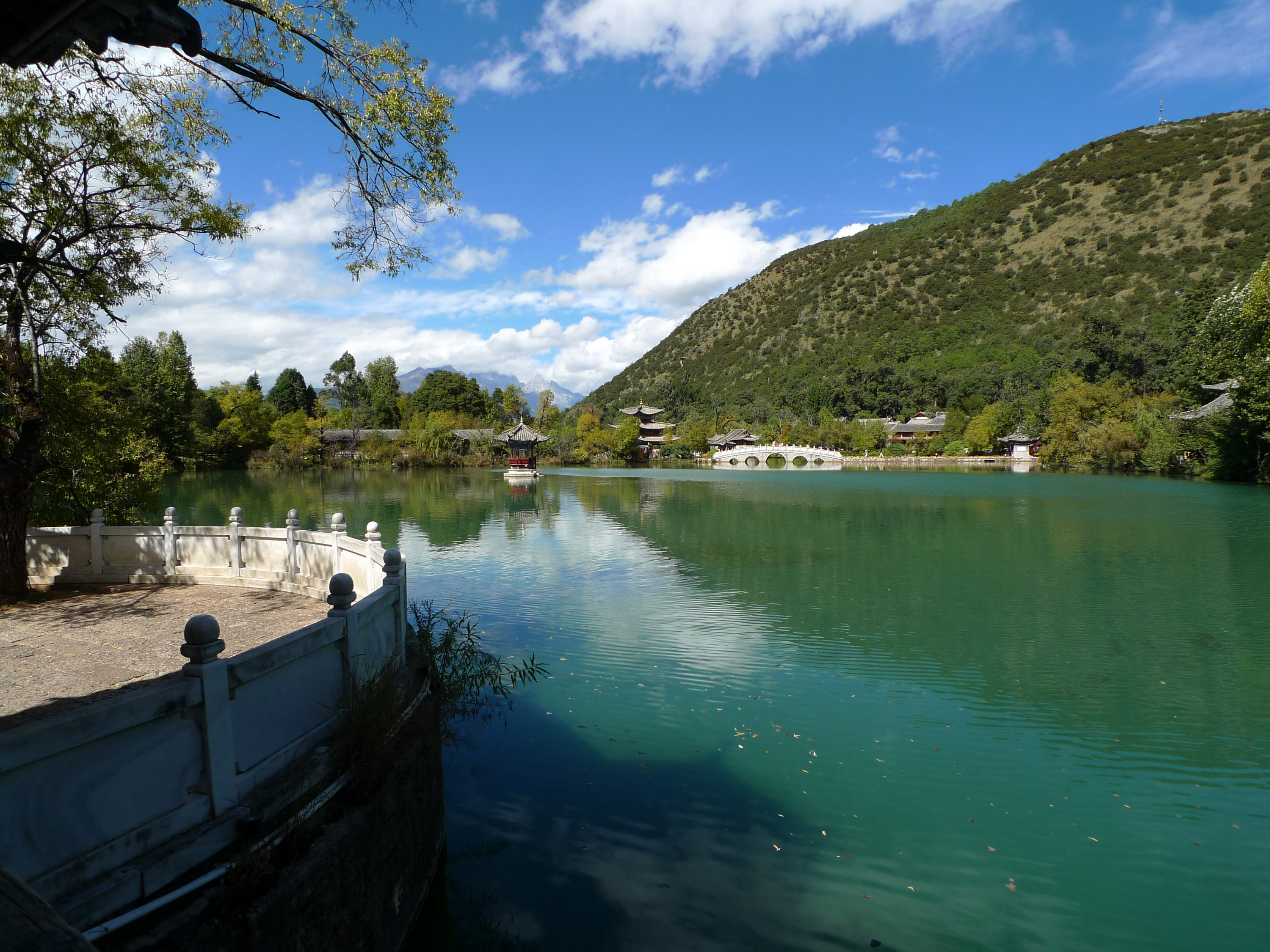
Estanque del Dragón Negro

La ciudad vieja de Lijiang está regada por un río procedente del Heilongtan (黑龙潭, Estanque del dragón negro), lago de una superficie de 40000 m² dónde se reúnen las aguas de varias decenas de manantiales de montaña. A la entrada de la ciudad éste se separa en tres ramas, los ríos del Este, del Centro y del Oeste, que abastecen una red de canales y regueros a la cual se conectan todas las casas. 
Los numerosos canales que surcan la ciudad están cruzados por 354 puentes, lo que explica que Lijiang lleve también el nombre de “ciudad de los puentes”. Sus formas son múltiples, de los puentes más simples de tableros de madera hasta los “puente-pasillos” que permiten cobijarse de la lluvia, pasando por más clásicos puentes de piedra, pavimentados o con arcos.

## Las casas para vivienda

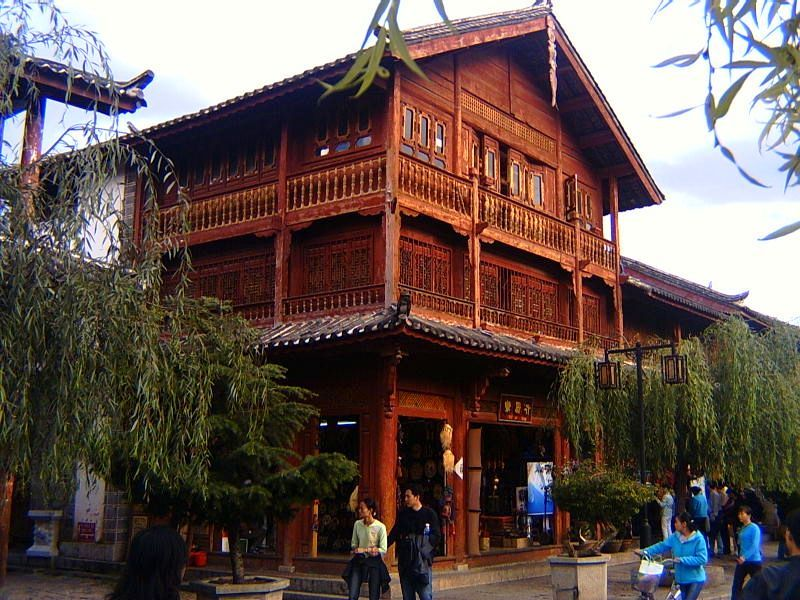
Casa de madera tallada.

Las casas para vivienda son generalmente de dos pisos, con una altura de alrededor de 7,5 m, más raramente de tres pisos. Su estructura básica, asentada sobre cimientos de piedra, está forjada sobre un entramado, el entramado es generalmente de madera y se rellena de ladrillos de tierra cruda en la parte baja y tableros en los pisos superiores. El recubrimiento de las paredes exteriores es variable: puede ser enteramente de madera, o también de yeso revestido de pintura o cal, pero el tejado es siempre de tejas. Las casas disponen frecuentemente de una terraza o de un pasillo exterior. 
Tiene una gran importancia la decoración exterior: los elementos de madera visibles, marcos de puertas y ventanas, vigas de los techos, bóvedas, se tallan con muchas  representaciones de la vida o la cultura, y los pavimentos de las habitaciones interiores representan a menudo temas populares o motivos animales y vegetales, en particular, flores, aves o peces. 
A veces se da un cuidado muy destacado a diversos detalles de la construcción, con objeto de aumentar la resistencia de los edificios a los sísmos. Por ejemplo, los marcos de madera de las puertas y de las ventanas son flexibles, y los tablones verticales se inclinan ligeramente hacia el interior.
En cuanto a la electricidad, no disponen de calefacción pero si de agua caliente.

### Fuente
- (en inglés y francés) Documento de evaluación (1997) Evaluación previa a la inscripción en el Patrimonio Mundial realizada por el ICOMOS